# Elecciones a las Cortes de Castilla-La Mancha
Las elecciones a las Cortes de Castilla-La Mancha son las elecciones autonómicas en las que los ciudadanos de Castilla-La Mancha eligen a los miembros de las Cortes de Castilla-La Mancha. Estas elecciones se celebran el cuarto domingo de mayo cada cuatro años. Las Cortes de Castilla-La Mancha están formadas por treinta y tres diputados. Las últimas elecciones a las Cortes de Castilla-La Mancha se celebraron en 2023.

## Convocatoria
Las elecciones autonómicas son convocadas por el presidente de Castilla-La Mancha. Se celebran el cuarto domingo de mayo de cada cuatro años, coincidiendo con las elecciones municipales y las elecciones autonómicas de la mayoría de comunidades autónomas de España. Desde la reforma del Estatuto de autonomía de 1997, el presidente de Castilla-La Mancha puede disolver de forma anticipada las Cortes y convocar elecciones. No obstante, la nueva Cámara que resulta de la convocatoria electoral tiene un mandato limitado por el término natural de la legislatura original. Así, las elecciones siguientes se siguen celebrando el cuarto domingo de mayo de cada cuatro años. Además, no se puede disolver la Asamblea de forma anticipada durante el primer período de sesiones de la legislatura, ni durante el último año de legislatura, ni durante el primer año desde la última disolución anticipada, ni durante la tramitación de una moción de censura, ni cuando está convocado un proceso electoral estatal. Nunca se han adelantado las elecciones a las Cortes de Castilla-La Mancha.

## Sistema electoral
El Estatuto de Autonomía de Castilla-La Mancha de 1982 establece que los miembros de las Cortes de Castilla-La Mancha son elegidos mediante sufragio universal, igual, libre, directo y secreto. También establece que las Cortes deben estar compuestas por un mínimo de veinticinco diputados y un máximo de treinta y cinco. La Ley Electoral de Castilla-La Mancha establece su composición en treinta y tres diputados. Los parlamentarios se eligen mediante escrutinio proporcional plurinominal con listas cerradas.
Las circunscripciones electorales de las Cortes de Castilla-La Mancha se corresponden con las cinco provincias de Castilla-La Mancha. A cada provincia le corresponden un mínimo inicial de tres diputados. Los diputados restantes se distribuyen entre las provincias en proporción a su población. Así, en las elecciones de 2015 el reparto fue el siguiente: Toledo, 9 diputados; Ciudad Real, 8; Albacete, 6; y Cuenca y Guadalajara, 5 cada una. La asignación de escaños a las listas electorales en cada circunscripción se realiza mediante el sistema D'Hondt. La barrera electoral es del 3% de los votos válidos de la circunscripción.

## Elecciones
Tras la aprobación del Estatuto de Autonomía de Castilla-La Mancha en 1982, las primeras elecciones autonómicas tuvieron lugar en 1983. Posteriormente se han celebrado elecciones en 1987, 1991, 1995, 1999, 2003, 2007, 2011, 2015, 2019 y 2023.
Hasta 2011, todos los procesos electorales celebrados tuvieron como vencedor, por mayoría absoluta, al PSCM-PSOE. En 2011, por primera vez el Partido Popular logró la mayoría absoluta y gobernó, por primera vez en la historia, la comunidad autónoma. Tras la modificación de la ley electoral y la reducción de escaños de las Cortes de Castilla-La Mancha, en las elecciones de 2015, el Partido Popular es de nuevo la fuerza política más votada aunque, por primera vez en la historia parlamentaria castellanomanchega, ningún partido obtiene la mayoría absoluta en unas elecciones.
En toda la historia de la cámara autonómica, siete fuerzas políticas han obtenido en alguna ocasión representación parlamentaria:
- PSCM-PSOE (en todas las elecciones).
- Partido Popular (en todas las elecciones).
- Centro Democrático y Social (en las elecciones de 1987).
- Izquierda Unida de Castilla-La Mancha (en las elecciones de 1991 y 1995).
- Podemos (en las elecciones de 2015).
- Ciudadanos (en las elecciones de 2019).
- Vox (en las elecciones de 2023).

| Elecciones a las Cortes de Castilla-La Mancha |                |                |                |                |                |                                     |                         |                              |                           |                           |      |
| Partido | 1983           | 1987           | 1991           | 1995           | 1999           | 2003                                | 2007                    | 2011                         | 2015                      | 2019                      | 2023 |
| PSOE | 23             | 25             | 27             | 24             | 26             | 29                                  | 26                      | 24                           | 15                        | 19                        | 17   |
| PPa | 21             | 18             | 19             | 22             | 21             | 18                                  | 21                      | 25                           | 16                        | 10                        | 12   |
| CDS |                | 4              |                |                |                |                                     |                         |                              |                           |                           |      |
| IUb |                |                | 1              | 1              |                |                                     |                         |                              |                           |                           |      |
| Podemos |                |                |                |                |                |                                     |                         |                              | 2                         |                           |      |
| Ciudadanos |                |                |                |                |                |                                     |                         |                              |                           | 4                         |      |
| Vox |                |                |                |                |                |                                     |                         |                              |                           |                           | 4    |
| Total | 44             | 47             | 47             | 47             | 47             | 47                                  | 47                      | 49                           | 33                        | 33                        | 33   |
| Gobierno | PSOE José Bono | PSOE José Bono | PSOE José Bono | PSOE José Bono | PSOE José Bono | PSOE José Bono c José María Barreda | PSOE José María Barreda | PP María Dolores de Cospedal | PSOE Emiliano García-Page | PSOE Emiliano García-Page |      |
| Legislatura | I              | II             | III            | IV             | V              | VI                                  | VII                     | VIII                         | IX                        | X                         | XI   |
| aAP-PDP-UL en 1983, como AP hasta 1989 bPartido Comunista Obrero Español-Partido Comunista de España Unificado en 1983, como Ganemos Castilla-La Mancha-Los Verdes-Izquierda Unida en 2015 cJosé Bono hasta el 18/04/2004, sustituido por José María Barreda hasta el final de la legislatura |                |                |                |                |                |                                     |                         |                              |                           |                           |      |